# Khudapura, Challakere
Khudapura là một làng thuộc tehsil Challakere, huyện Chitradurga, bang Karnataka, Ấn Độ.